# Luis Bevacqua
Luis Martín Bevacqua (n. Lanús, Buenos Aires, Argentina; 12 de junio de 1989) es un futbolista argentino. Se desempeña como mediocampista y actualmente milita en el club Barracas Central de la Primera B Metropolitana. 

## Biografía
Inició su carrera deportiva en el club Luz y fuerza, en la localidad bonaerense de Banfield, destacándose desde su más temprana edad. Por ello, sus padres decidieron llevarlo a Los Andes, donde comenzó a formarse como jugador en las inferiores, luego ya en octava empezó a mostrar todo su potencial y dio un gran salto , firmando con Argentinos Juniors donde cumplió dos ciclos. Con 15 años se le dio un cambio rotundo en su carrera , tuvo que viajar a Europa donde se entrenó en el Altach de Austria. No tuvo ese toque de suerte que suelen tener las grandes estrellas , y por cosas del destino se tuvo que volver a Argentina ya que no pudo debutar oficialmente porque no tuvo el pasaporte Extracomunitario. De vuelta en Argentina lo esperaba el club donde dio el gran salto, Argentinos, donde tuvo gran participación: disputó 40 partidos en reserva, entrenó con grandes jugadores como Gabriel Hauche, Néstor Ortigoza y Sergio Escudero y tuvo la chance de ser dirigido por grandes entrenadores como Ricardo Caruso Lombardi, Claudio Vivas y Claudio Borghi.
Llegó a firmar 4 contratos con el Bicho, pero cuando todo parecía indicar que ya era su momento de jugar en primera tuvo problemas con su representante y quedó libre. Gracias a Norberto Barros tuvo la posibilidad de poder volver al club donde dio sus primeros pasos, Los Andes, con tan solo 21 años pudo debutar finalmente frente a Chacarita Juniors, fue titular, fue la figura y marcó un gol para la victoria del Milrayitas.

## Clubes
- Actualizado al último partido disputado: 17 de octubre de 2017.

| Club             | País      | Año         | PJ | Goles |
| ---------------- | --------- | ----------- | -- | ----- |
| Los Andes        | Argentina | 2010 - 2014 | 85 | 3     |
| Palestino        | Chile     | 2014        | 6  | 0     |
| Curicó Unido     | Chile     | 2015        | 8  | 0     |
| Deportes Copiapó | Chile     | 2015 - 2016 | 35 | 5     |
| Barracas Central | Argentina | 2016 - 2019 | 34 | 3     |